# Bojan Starman
Bojan Starman, slovenski politik, poslanec in ekonomist, * 4. julij 1950, Ljubljana.
Bojan Starman je bil leta 2004 kot član Slovenske demokratske stranke izvoljen v Državni zbor Republike Slovenije; v tem mandatu je bil član naslednjih delovnih teles:
- Odbor za gospodarstvo,
- Odbor za finance in monetarno politiko (predsednik) in
- Odbor za delo, družino, socialne zadeve in invalide.

Bojan Starman je bil kar štiri mandate župan Občine Žiri. Na lokalnih volitvah leta 2006 je županski stolček obdržal s 50,54.  Premagal je protikandidata mag. Martina Kopača, od katerega ga je ločilo le 29 glasov.
Na državnozborskih volitvah leta 2011 je kandidiral na Državljanski listi Gregorja Viranta. Junija 2014 je bil izvoljen za predsednika Državljanske liste.